# Teyuwasu
Teyuwasu là một chi khủng long, được Kischlat mô tả khoa học năm 1999.